# Domalain
Domalain è un comune francese di 1 961 abitanti situato nel dipartimento dell'Ille-et-Vilaine, nella regione della Bretagna.

## Società

### Evoluzione demografica
Abitanti censiti